# Спрінг-Міллс (Пенсільванія)
Спрінг-Міллс (англ. Spring Mills) — переписна місцевість (CDP) в США, в окрузі Сентр штату Пенсільванія. Населення — 365 осіб (2020).

## Географія
Спрінг-Міллс розташований за координатами 40°51′14″ пн. ш. 77°33′50″ зх. д. / 40.85389° пн. ш. 77.56389° зх. д. (40.853822, -77.563944).  За даними Бюро перепису населення США в 2010 році переписна місцевість мала площу 1,15 км², уся площа — суходіл. В 2017 році площа становила 1,51 км², уся площа — суходіл.

## Демографія
Згідно з переписом 2010 року, у переписній місцевості мешкало 268 осіб у 109 домогосподарствах у складі 83 родин. Густота населення становила 233 особи/км².  Було 116 помешкань (101/км²).
Расовий склад населення:
| - 99,6 % — білих |

До двох чи більше рас належало 0,4 %. Частка іспаномовних становила 0,4 % від усіх жителів.
За віковим діапазоном населення розподілялося таким чином: 18,7 % — особи молодші 18 років, 63,8 % — особи у віці 18—64 років, 17,5 % — особи у віці 65 років та старші. Медіана віку мешканця становила 41,6 року. На 100 осіб жіночої статі у переписній місцевості припадало 106,2 чоловіків;  на 100 жінок у віці від 18 років та старших — 111,7 чоловіків також старших 18 років.
Середній дохід на одне домашнє господарство  становив 66 753 долари США (медіана — 67 885), а середній дохід на одну сім'ю — 74 079 доларів (медіана — 75 000). Медіана доходів становила 38 125 доларів для чоловіків та 45 833 долари для жінок. За межею бідності перебувало 14,2 % осіб, у тому числі 45,8 % дітей у віці до 18 років та 0,0 % осіб у віці 65 років та старших.
Цивільне працевлаштоване населення становило 172 особи. Основні галузі зайнятості: освіта, охорона здоров'я та соціальна допомога — 51,2 %, будівництво — 18,0 %, роздрібна торгівля — 14,0 %.